# Reattanze limitatrici
Nell'ingegneria elettrica, le reattanze limitatrici di corrente servono a ridurre le correnti di cortocircuito, che risultano aumentate a causa di un'aggiunta di potenza ad un impianto pre-esistente o per un ampliamento dello stesso, in modo da essere adeguatamente gestite dalle apparecchiature di distribuzione esistenti. Possono anche essere utilizzati nelle reti di trasmissione di energia elettrica ad alta tensione per gli stessi scopi. Vengono utilizzate anche nel controllo dei motori elettrici per limitare la corrente di spunto o per controllare la velocità di rotazione del rotore.

## Storia
Le reattanze limitatrici di corrente, un tempo chiamate bobine di a limitazione di corrente, furono presentate per la prima volta nel 1915. L'inventore fu Vern E. Alden che depositò il brevetto il 20 novembre 1917 e lo ottenne l'11 settembre 1923. L'assegnatario originale era la Westinghouse Electric & Manufacturing Company .

## Funzionamento
Queste reattanze vengono utilizzate quando è possibile che la corrente di cortocircuito in un sistema di distribuzione o trasmissione superi il potere di interruzione degli interruttori presenti nei quadri elettrici di impianto. La reattanza induttiva è dimensionata per essere sufficientemente bassa in modo da provocare una caduta di tensione accettabile durante il normale funzionamento, ma abbastanza alta da limitare la corrente di cortocircuito al valore nominale del quadro. La protezione offerta da una reattanza limitatrice dipende dall'aumento percentuale dell'impedenza che fornisce al sistema.
Utilizzando queste reattanze si riescono ad utilizzare interruttori che hanno poteri di interruzione minori che risultano generalmente meno costosi.

## Costruzione
È opportuno che la reattanza non entri in saturazione magnetica durante un corto circuito, quindi generalmente viene utilizzata una bobina con nucleo in aria. A bassa e media tensione, le bobine isolate in aria sono pratiche; per tensioni di trasmissione elevate, le bobine possono essere immerse nell'olio isolante del trasformatore . L'installazione di bobine a nucleo d'aria richiede di tener conto del campo magnetico prodotto dalle bobine, che può indurre correnti in oggetti metallici vicino, causando un aumento della temperatura e quindi uno spreco di energia.

## Reattanza di linea
Una reattanza di linea  è un induttore collegato tra l'alimentazione e il carico. Oltre alla già citata funzione di limitazione, il dispositivo serve a filtrare picchi di corrente e può anche ridurre l'iniezione di correnti armoniche nell'alimentazione. Il tipo più comune è progettato per l'alimentazione elettrica trifase, ed è costituito da tre induttori isolati l'uno dall'altro e collegati ciascuno in serie con una delle tre fasi di linea. Le reattanze di linea sono generalmente installate in apparecchiature motorizzate per limitare la corrente di avviamento e possono essere utilizzati per proteggere azionamenti a frequenza variabile.